# Пентакарбонилосмий
Пентакарбонилосмий — неорганическое соединение, 
карбонильный комплекс металла осмия с формулой Os(CO)5,
бесцветная жидкость.

## Получение
- Действие монооксида углерода на иодид осмия(III) в присутствии меди:

{\displaystyle {\mathsf {OsI_{3}+5CO+3Cu\ {\xrightarrow {120^{o}C,200atm}}\ Os(CO)_{5}+3CuI}}}
- Действие монооксида углерода на оксид осмия(VIII):

{\displaystyle {\mathsf {OsO_{4}+9CO\ {\xrightarrow {100^{o}C,50atm}}\ Os(CO)_{5}+4CO_{2}\uparrow }}}

## Физические свойства
Пентакарбонилосмий — бесцветная летучая жидкость.